# Mr. Marcus
Mr. Marcus (* 4. září 1970, Pomona, Kalifornie, USA) je americký pornoherec zaměřující se na mezirasový sex.

## Kariéra
V šestnácti letech začínal jako vzpěrač. V mládí pracoval jako exotický tanečník, řidič kamionu a řidič vysokozdvižného vozíku.
Do pornoprůmyslu vstoupil odpovědí na novinový inzerát v obchodních novinách L.A. X-Press, prostřednictvím něhož kontaktoval producenta Randyho Detroita. Na AVN Adult convention (AVN výstava pro dospělé) potkal režiséra a producenta Rona Hightowera a pornoherečku Juanitu Chong, která mu doporučila, aby začal kariéru ve filmech pro dospělé.
Je známý natáčením v baseballových čepicích.

## Ocenění
- 1998 – XRCO Award – Mužský pornoherec roku
- 1999 – AVN Award – Nejlepší scéna skupinového sexu, Film – The Masseuse 3
- 2001 – XRCO Award – Best Threeway Sex Scene – Up your Ass 18
- 2003 – AVN Award – Nejlepší vedlejší herec, Film – Paradise Lost
- 2006 – XRCO Hall of Fame inductee
- 2009 – AVN Hall of Fame inductee
- 2009 – AVN Award – Nejlepší párové scény – Cry Wolf
- 2009 – Urban X Award – Crossover Male
- 2009 – Urban X Award – Mužský pornoherec roku
- 2010 –  AVN Award – Nejlepší scéna Double Penetration (sandwich)– Bobbi Starr & Dana DeArmond's Insatiable Voyage